# Rodolfo Aráoz Alfaro
 Rodolfo Aráoz Alfaro (San Miguel de Tucumán, provincia de Tucumán, Argentina, 18 de noviembre de 1901 – Villa del Totoral, provincia de Córdoba, Argentina, 3 de noviembre de 1968) fue un abogado que militó en el Partido Comunista argentino, en el que tuvo a su cargo la defensa de muchos presos políticos y gremiales y ejerció el cargo de apoderado general.

## Antecedentes familiares y estudiantiles
Fue el único hijo varón del profesor universitario, tisiólogo y fundador de la pediatría Gregorio Aráoz Alfaro y de María Celina Maturana y tenía dos hermanas: Susana y Celina. Hizo sus estudios primarios en la escuela Presidente Roca y los secundarios en el Colegio Nacional Buenos Aires, donde fue en 1918 uno de los promotores del apoyo a la Reforma universitaria, militando en el reformismo junto a otros jóvenes de su generación como Deodoro Roca, Gregorio Bermann y Saúl Taborda. Realizó la carrera de abogacía en la Facultad de Derecho de la Universidad de Buenos Aires mientras mantenía activa militancia reformista junto a Carlos Sánchez Viamonte, Julio V. González y los hermanos Arturo y Silvio Frondizi, llegando al cargo se Secretario del Centro de Estudiantes primero y de la Federación Universitaria Argentina después.

## Actividad política y profesional
Luego de producida la la revolución de 1930 que derrocara al presidente Hipólito Yrigoyen se desempeñó como jefe de la asesoría jurídica del Departamento Nacional de Trabajo.
Comenzó a intervenir en política militando en el Partido Socialista primero y en el Partido Comunista después, habiendo revistado como apoderado general del partido en las décadas de 1940 y 1950 lo que, según él mismo decía, le otorgaba el dudoso privilegio de ser detenido siempre antes que los demás. Finalmente, las reiteradas detenciones sin proceso durante el gobierno de Juan Domingo Perón lo llevaron a escapar al exilio a Uruguay.
Cuando se produjo la Guerra Civil Española estuvo entre quienes ayudaron a republicanos españoles que se habían refugiado en el país, comenzando por Rafael Alberti que había llegado indocumentado al país con su mujer María Teresa León. En los siguientes cuatro años la pareja vivió en la casa que tenía la familia Aráoz Alfaro en Villa del Totoral en la provincia de Córdoba, donde nació su única hija, y escribió Entre el clavel y la espada, un libro de poemas que incluye el famoso Se equivocó la paloma.
Publicó El recuerdo y las cárceles (memorias amables), de 1968, que prologó Pablo Neruda.
Estuvo sucesivamente casado con María del Carmen Portela, Amelia Lamazou y Margarita Aguirre, y tuvo con esta última dos hijos, un varón y una mujer. Falleció el 3 de noviembre de 1968 en Villa del Totoral, siendo enterrado en el cementerio de la ciudad, en su lápida de granito está grabado su nombre y la fecha de su muerte.